# عبد الناصر حاج أحمد
الشيخ عبد الناصر حاج أحمد (بالصومالية: CabdiNaasir Xaaji Axmed)‏ عالم مسلم و داعية من كبار علماء الصومال، عضو هيئة علماء الصومال اغتيل في 22 فبراير 2022.

## حياته المبكرة والتحصيل العلمي
ولد عبدالناصر حاج أحمد يوسف عام 1957، في بادية (سلجلولي) (sallagaloolay) قرب قرية (عيجاج) في محافظة (عين) شمال الصومال، انتقل مع أسرته من البادية إلى مدينة هروفطي، والتحق سنة 1964 بأول مدرسة قرآنية أسست هناك، حفظ القرآن الكريم هناك، ثم انتقل إلى مدينة برعو ليواصل مسيرته التعليمية، والتحق بمدرسة مسجد الصالحية، وبرع في حفظ المتون وإتقان العلزم الشرعية، وأكمل ما تبقى له من حفظ القرآن الكريم.
في عام 1965 انتقل عبد الناصر حاج أحمد إلى مدينة بربره الساحلية ، والتحق بمدرسة الفلاح النموذجية، وأكمل دراسة العلوم الشّريعة واللغة العربية، كما درس الرياضيات، وغيرها.
في عام 1967 عاد عبد الناصر إلى مدينة برعووالتحق بمعهد تابع للأزهر الشريف ، حيث درس الفقه والحديث وغيرهما من العلوم الشرعية، ولم يكتف بذلك وإنما كان يحضر الحلقات العلمية في المساجد، وتتلمذ على عدد من علماء المدينة، أمثال الشيخ القاضي محمود، والشيخ شريف محمد.
بعد إكماله المرحلة الثانوية ، ارتحل إلى العاصمة الصومالية مقديشو، ودرس العلوم الشرعية في الحلقات الحلمية وتتلمذ على يد: الشيخ ابراهيم سولي والشيخ محمد معلم حسن، والشيخ محمد نور قوي.
خدم في الجيش الصومالي فترة ثم رحل بعدها إلى اليمن لإكمال تعليمه في العلم الشرعي، وهناك تتلمذ على يد مشايخ اليمن وأبرزهم: الشيخ القاضي يحيى الفسيل، والشيخ القاضي محمد بن اسماعيل العمراني، والشيخ الدكتور محمد حسن مقبول الأهدل، والشيخ الدكتور عبد الوهاب الديلمي . 

## نشاطه الدعوي
عُين عبد الناصر حاج أحمد شيخا للجالية الصومالية في اليمن من قبل وزارة الأوقاف والإرشاد اليمنية بعد فوزه في اختبار أجرته الوزارة لعدد من العلماء الصوماليين، وعمل مدرّسا في عدد من المعاهد العلمية في اليمن لمدة عشر سنوات (1982 - 1992) 
عاد إلى بلاده الصومال عام 1992إبان الحرب الأهلية الصومالية، وانتقل للعيش في مدينة لاس عانود مركز محافظة سول الصومالية حيث بدأ نشر الدعوة الإسلامية، وتدريس الكتب العلمية.
في عام 1994 سعى عبد الناصر حاج أحمد إلى تأسيس معهد الفرقان لتعليم العلوم الشرعية وإعداد الدعاة، بعد توافق مع الشيخ أحمد حاج عبد الرحمن والشيخ عبد القادر نور فارح، وأخرج المعهد عددا كبيرا من الطلبة الذين حملوا على عاتقهم نشر الدعوة الإسلامية ككل.
عمل على نشر الدعوة الإسلامية في ربوع الصومال لما يقرب من ثلاثين عاما، كما أثرى المكتبة الإسلامية بمؤلفات في المسائل الشرعية 

## اغتياله
في 22 فبراير 2022 تعرض عبد الناصر حاج أحمد للاغتيال بانفجار استهدف سيارة كانت تُقلّه أثناء زيارة دعوية له إلى مدينة كيسمايو جنوب الصومال ما أدى إلى تفحم جثته واتُهمت حركة الشباب بتنفيذ الاغتيال وقد كان عبد الناصر قد حذّر مرارا من أفكار حركة الشباب واصفا إياها بالتطرف.

## أنظر أيضا
- عبد القادر محمد عبد الله سمنتر
- أحمد حاج عبد الرحمن
- عبد القادر نور فارح
- بشير أحمد صلاد
- علي ورسمة حسن